# Свистовка (Мордовия)
Свистовка — упразднённая деревня в Инсарском районе Мордовии России. Входила в состав Мордовско-Паевского сельского поселения. Исключена из учётных данных в 2009 году.

## География
Располагалась на правом берегу реки Инсарка, 1 км к северо-западу от села Мордовская Паёвка.

## История
В «Списке населённых мест Пензенской губернии за 1869» Лухменский Завод (Свистовка, Майоровка) владельческая деревня из 16 дворов Наровчатского уезда. Названа по фамилии владельцев деревни Свищевых.

## Население
| 1989 | 2002 |
| ---- | ---- |
| 20   | ↘8   |

Национальный состав
Согласно результатам Всероссийской переписи населения 2002 года, в национальной структуре населения русские составляли 87 %.